# Constantino Euforbeno Catacalo
Constantino Euforbeno Catacalo (em grego: Κωνσταντῖνος Εὐφορβηνὸς Κατακαλών; romaniz.: Konstantinos Eúphorbenós Catacalón) foi um nobre bizantino e um dos mais proeminentes generais do reinado do imperador Aleixo I Comneno (r. 1081–1118). 

## Vida

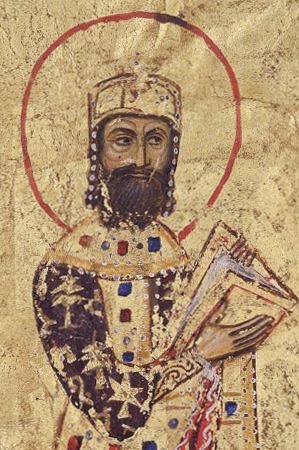
Iluminura de r.

Um descendente das nobres famílias Catacalo e Euforbeno, Constantino é mencionado pela primeira vez nas fontes quando comandou os Chomatenos e o contingente turco do exército de Aleixo Comneno na batalha de Calávrita em 1178. Aparece novamente nas listas do Sínodo de Blaquerna em 1094, portando o título de protocuropalata. No ano seguinte, tomou parte da campanha de Aleixo I contra os cumanos. Aleixo enviou-o para atacá-los, enquanto estava cruzando o Passo de Zigos, mas os últimos, guiados pelos valáquios locais, conseguiram cruzar o passo mais rápido e capturar a cidade de Golos. Catacalo, no entanto, atacou-os e conseguiu capturar aproximados 100 prisioneiros, pelo que foi promovido a nobilíssimo.
Depois, Constantino foi enviado para ajudar a cidade de Adrianópolis, que estava sendo sitiada pelos cumanos. Tentou entrar na cidade pelo sul, mas foi surpreendido pelos cumanos em marcha, e mal escapou com vida. Em 1096, o imperador enviou-o para resgatar os remanescentes da Cruzada Popular que foram derrotados e quase destruídos pelos turcos seljúcidas. Os turcos se retiraram diante de seu avanço, e Catacalo conseguir resgatar os cruzados remanescentes. Em ca. 1100, foi nomeado duque (governador militar) do Chipre, e manteve o posto ao menos até 1102/1104. Em 1108, Catacalo fez parte duma embaixada enviada por Aleixo a Boemundo, que estava sitiando a fortaleza imperial de Dirráquio. A delegação bizantina convenceu o príncipe normando a chegar em termos com o império, e acompanhou-o para o acampamento imperial em Deábolis, onde o tratado homônimo foi assinado.
Constantino foi um dos oficiais mais confiáveis e estimados de Aleixo I. Como um símbolo da apreciação de Aleixo por Constantino, seu filho Nicéforo foi casado com Maria Comnena, a segunda filha do imperador. Eles tiveram muitos filhos, dos quais três são conhecidos: Aleixo, Andrônico e João.